# Соснові насадження (заповідне урочище, Радивилівський район)
Сосно́ві наса́дження — лісове заповідне урочище місцевого значення в Україні. Розташоване в межах  Дубенського району Рівненської області, на схід від села Михайлівка. 
Площа 3 га. Заснований рішенням обласної ради № 213 від 13.10.1993 року. Перебуває у віданні ДП «Дубенський лісгосп» (Радивилівське л-во, кв. 11, вид. 5). 
Статус надано для збереження високопродуктивних соснових насаджень. В урочищі росте одноярусний сосновий ліс штучного походження з домішкою ялини. Вік сосни звичайної 90 років, діаметр 30—40 см. У підліску — ліщина звичайна заввишки до 3 м. Умови зростання — свіжий субір. Трав'яний покрив утворюють куничник наземний, верес звичайний, нечуйвітер волохатенький та інші види. Із тварин трапляються кабан, сарна європейська, лисиця, куниця лісова, а також птахи — зозуля, вільшанка, дрізд співочий, зяблик.